# North Sea Jazz Festival
O North Sea Jazz Festival (Festival de Jazz do Mar do Norte), é um festival de jazz anual, que ocorre na segunda quinzena do mês de Julho, nos Países Baixos. Até 2006, o festival tinha lugar em Haia, data a partir da qual muda para Roterdão.
O fundador deste festival de três dias, foi Paul Acket, um empresário que fez fortuna nos anos 60, com a sua empresa de revistas pop. Em 1975, Acket vende a empresa para criar o festival de jazz North Sea. Acket desejava apresentar um festival de música de jazz de diferentes estilos e músicos, desde os norte-americanos, aos vangurdistas europeus.
Em 1976, tem lugar o primeiro festival. É considerado um sucesso: seis palcos, 30 horas de música, 300 artistas e cerca de 9.000 espectadores. Saliente-se a presença de Miles Davis, Sarah Vaughan, Count Basie, Dizzy Gillespie e Stan Getz.

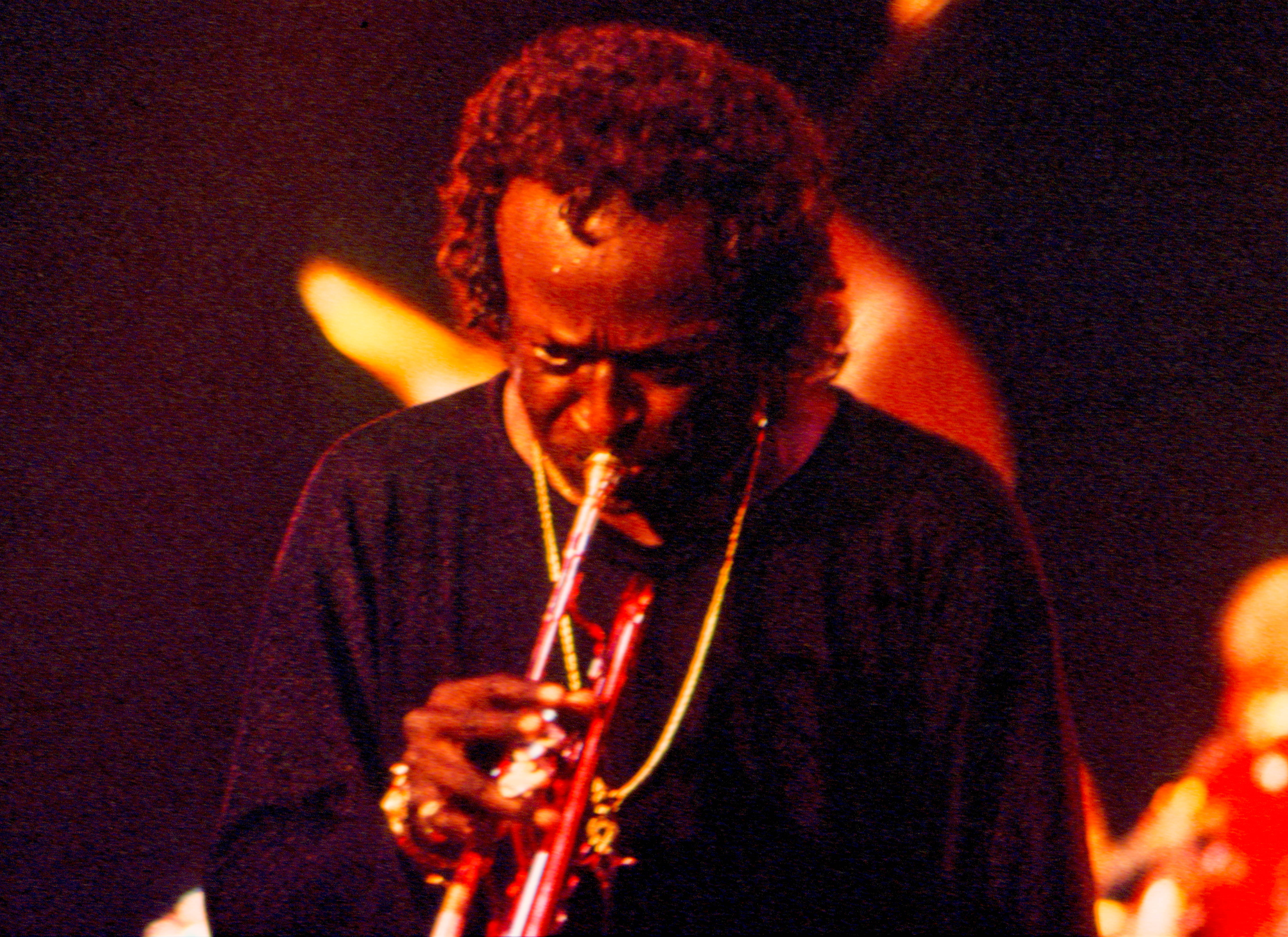
Miles Davis no North Sea Jazz Festival em 1985

A partir de 1985, os Bird Awards são entregues no festival. No início, estes prémios eram dividos em três categoria: Bird Award International, Bird Award Netherlands e Bird Award Special. No entanto, desde 2001, apenas um prémio é entregue para reconhecer o artista revelação do ano. Também, desde 1998, os prémios Edison Jazz Awards são entregues no festival, este prémio é um reconhecimento holandês para distinguir o melhor álbum.
Em 1990, dois novos festivais paralelos têm lugar: North Sea Jazz Heats, um festival realizado em bares em Den Hague; e o Midsummer Jazz Gala. Ambos se realizam na noite da véspera do festival principal. Entre os músicos que actuaram no Midsummer Jazz Gala, destacam-se Tony Bennett, Herbie Hancock e Oscar Peterson.
Actualmente (2007), o festival dispõe de 15 palcos, 1.200 artistas e cerca de 23.000 espectadores por dia. O festival de North Sea é reconhecido mundialmente pela diversidade de artistas, e estilos, que apresenta, desde o mais tradicional jazz de Nova Orleães, ao swing, bebop, jazz fusion, blues, gospel, funk, soul e drum and bass.